# Europa ocupada pela Alemanha nazista

Europa no auge da expansão militar alemã, 1942

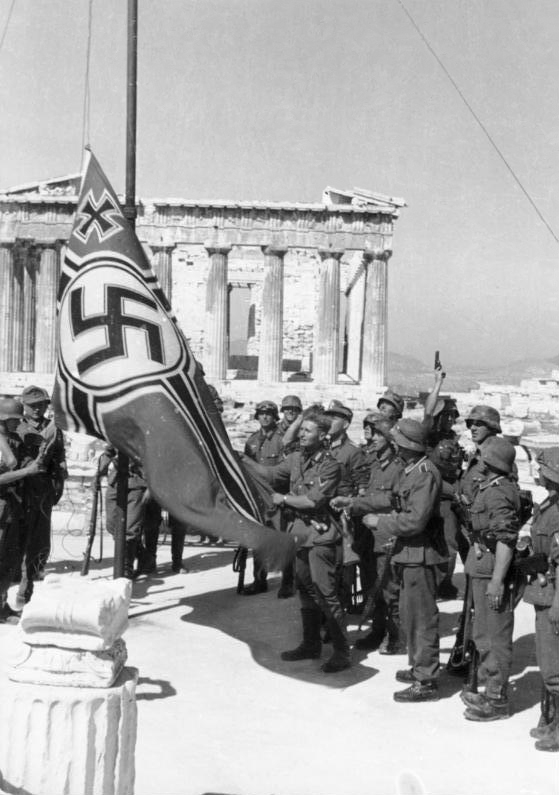
Tropas alemãs, em maio de 1941, na Acrópole de Atenas.

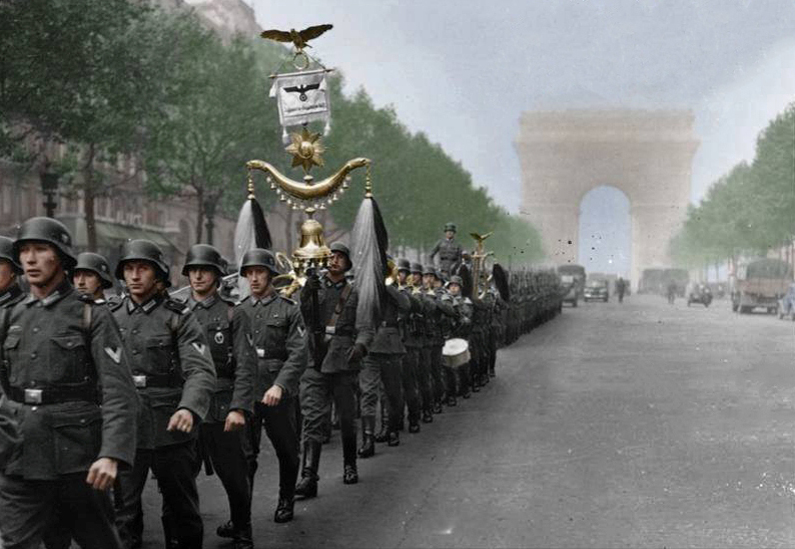
Forças alemãs marchando em Paris.

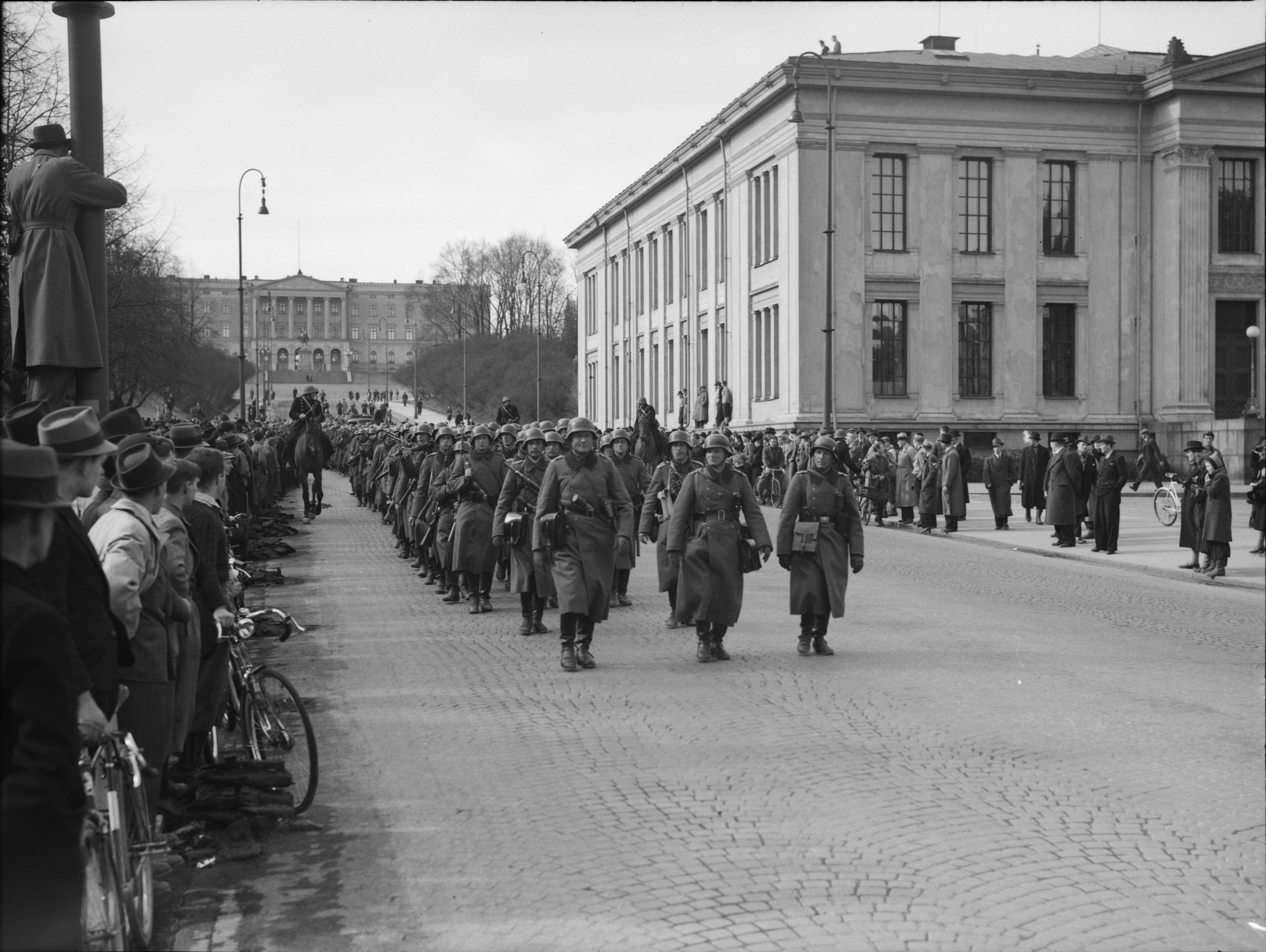
Militares do exército alemão marchando em Oslo, capital da Noruega.

A Europa ocupada pela Alemanha Nazista se refere aos países soberanos da Europa que foram total ou parcialmente ocupados pela Alemanha Nazista (incluindo governos fantoches) pelas forças militares e pelo governo da Alemanha em vários momentos entre 1939 e 1945, durante e pouco antes da Segunda Guerra Mundial, geralmente administrado pelo regime nazista. A Wehrmacht ocupou o território europeu:
- No extremo leste da cidade de Mozdok, no norte do Cáucaso, na União Soviética (1942–1943)
- No norte, como o assentamento de Barentsburgo em Svalbard, no Reino da Noruega
- No sul até a ilha de Gavdos, no Reino da Grécia
- No oeste até a ilha de Ushant, na República Francesa

Fora da Europa propriamente dita, as forças alemãs controlavam efetivamente áreas do norte da África no Egito, Líbia e Tunísia sob ostensivo domínio britânico, italiano e francês de Vichy às vezes entre 1941 e 1943. Cientistas militares alemães estabeleceram a base da estação meteorológica de Schatzgräber (1943-1944), ao norte, Terra de Alexandra, em Terra de Francisco José e provavelmente parte da Ásia. As estações meteorológicas alemãs tripuladas também operavam na América do Norte (Groenlândia: Holzauge, Bassgeiger, base de Edelweiss em 1942–1944). Além disso, os navios alemães Kriegsmarine operaram em todos os oceanos do mundo durante a guerra.

## Antecedentes
Vários países ocupados pela Alemanha Nazista entraram inicialmente na Segunda Guerra Mundial como Aliados do Reino Unido ou da União Soviética. Alguns foram forçados a se render antes do início da guerra, como a Checoslováquia; outros como a Polônia (invadida em 1 de setembro de 1939) foram conquistados em batalha e depois ocupados. Em alguns casos, os governos legítimos foram para o exílio; em outros, os governos no exílio foram formados por seus cidadãos em outros países Aliados. Alguns países ocupados pela Alemanha eram oficialmente neutros. Outros eram ex-membros das Potências do Eixo que foram ocupados pelas forças alemãs em um estágio posterior da guerra.

## Países ocupados
Os países ocupados incluem todos, ou a maioria dos seguintes:
| País ou território de ocupação                                                                                | Estados de fantoche ou administrações militares | Cronograma das ocupações                                                            | Território alemão anexo ou ocupado                                                                                                | Movimentos de resistência     |
| --- | --- | ----------------------------------------------------------------------------------- | --- | ----------------------------- |
| Reino da Albânia                                                                                              | Reino da Albânia | 8 de setembro de 1943 – 29 de novembro de 1944                                      | Nenhum | Resistência albanesa          |
| Guernsey Alderney Sark                                                                                        | Administração Militar na França | 30 de junho de 1940 – 9 de maio de 1945                                             | Nenhum | Resistência guernseyiana      |
| Jersey | Administração Militar na França | 1 de julho de 1940 – 9 de maio de 1945                                              | Nenhum | Resistência jerseyiana        |
| Primeira República da Checoslováquia Segunda República da Checoslováquia Terceira República da Checoslováquia | Eslováquia Zona Alemã de Proteção na Eslováquia | 1 de outubro de 1938 – 11 de maio de 1945                                           | Gau Bayreuth · Protectorado de Boêmia e Morávia · Reichsgau Niederdonau · Reichsgau Oberdonau · Reichsgau Sudetenland             | Resistência checoslovaca      |
| Primeira República Austríaca                                                                                  | Nenhum. Embora houvesse apoio popular substancial na Áustria para algum tipo de (re)unificação com a Alemanha Nazista, os Chanceleres Engelbert Dollfuss e seu sucessor Kurt Schuschnigg queriam manter pelo menos algum tipo de independência. Dollfuss havia implementado um regime autoritário agora denominado austrofascismo, continuado por Schussnigg, que aprisionou muitos membros do Partido Nazista Austríaco e do Partido Social-Democrata, que favoreciam a unificação. A violência de membros do Partido Nazista Austríaco, incluindo o assassinato de Dollfuss, juntamente com a propaganda alemã e, finalmente, ameaças de invasão por Adolf Hitler, levou Schuschnigg a capitular e renunciar. Hitler, no entanto, não esperou que seu sucessor escolhido a dedo, o nazista austríaco Arthur Seyss-Inquart, fosse empossado e ordenou que as tropas alemãs invadissem a Áustria ao amanhecer em 12 de março de 1938, onde foram recebidas por multidões aplaudindo e o Exército Austríaco ordenou anteriormente para não resistir. | 12 de março de 1938 – 9 de maio de 1945                                             | Áustria Nazista | Resistência austríaca         |
| Cidade Livre de Danzigue                                                                                      | Nenhum. A cidade foi anexada diretamente à Alemanha junto com a Voivodia da Pomerânia polonesa. | 1 de setembro de 1939 – 9 de maio de 1945                                           | Reichsgau Danzigue-Prússia Ocidental                                                                                              | Resistência danzigiana        |
| França França Livre Governo Provisório da República da França                                                 | França de Vichy Administração militar na Bélgica e no norte da França Administração Militar na França Comissariado do Reino da Bélgica e do norte da França | 10 de maio de 1940 – 9 de maio de 1945                                              | Gau Baden Gau Westmark Reichsgau Wallonien                                                                                        | Resistência francesa          |
| Luxemburgo | Administração Militar de Luxemburgo Área da Administração Civil de Luxemburgo | 10 de maio de 1940 – fevereiro de 1945                                              | Gau Moselland | Resistência luxemburguesa     |
| Ilhas Italianas do Egeu                                                                                       | Ilhas Italianas do Egeu | 8 de setembro de 1943 – 8 de maio de 1945                                           | Nenhum |                               |
| Bélgica | Administração militar na Bélgica e no norte da França Comissariado do Reino da Bélgica e do norte da França | 10 de maio de 1940 – 4 de fevereiro de 1945                                         | Gau Cologne-Aachen Reichsgau Wallonien                                                                                            | Resistência belga             |
| Dinamarca | Estado protetorado | 9 de abril de 1940 – 5 de maio de 1945                                              | Nenhum | Resistência dinamarquesa      |
| Reino da Grécia                                                                                               | Administração Militar na Grécia - Estado Helênico | 6 de abril de 1941 – 8 de maio de 1945                                              | Nenhum | Resistência grega             |
| Hungria | Hungria - Governo de Unidade Nacional | 19 de março de 1944 – maio de 1945                                                  | Nenhum | Resistência húngara           |
| Itália | República Social Italiana - Zona Operacional do Litoral Adriático - Zona Operacional do Sopé dos Alpes | 8 de setembro de 1943 – 2 de maio de 1945                                           | Nenhum | Resistência italiana          |
| Noruega | Comissariado do Reich dos Territórios Noruegueses Ocupados - Governo Nacional | 9 de abril de 1940 – 8 de maio de 1945                                              | Nenhum | Resistência norueguesa        |
| Países Baixos                                                                                                 | Comissariado do Reich dos Territórios Neerlandeses Ocupados | 10 de maio de 1940 – 20 de maio de 1945                                             | Nenhum | Resistência neerlandesa       |
| Reino da Iugoslávia                                                                                           | Reino da Albânia Território de Montenegro sob Ocupação Alemã Estado Independente da Croácia - Zona de influência alemã Estado Independente da Macedônia Território do Comandante Militar na Sérvia · - Governo Comissário - Governo da Salvação Nacional | 6 de abril de 1941 – 15 de maio de 1945                                             | Reichsgau Kärnten Reichsgau Steiermark                                                                                            | Resistência iugoslava         |
| Mônaco | Nenhum | 8 de setembro de 1943 – 3 de setembro de 1944                                       | Nenhum |                               |
| Finlândia | Nenhum | 15 de setembro de 1944 – 25 de abril de 1945                                        | Nenhum | Resistência finlandesa        |
| Lituânia Governo Provisório da Lituânia                                                                       | Comissariado do Reich Leste | 22 de março de 1939 – 21 de julho de 1940 23 de junho de 1941 – 5 de agosto de 1941 | Gau Prússia Oriental | Resistência lituana           |
| Segunda República Polonesa                                                                                    | Administração Militar na Polônia Governo Geral Comissariado do Reich no Leste Comissariado do Reich na Ucrânia | 1 de setembro de 1939 – 9 de maio de 1945                                           | Bezirk Bialystok Gau Prússia Oriental Gau Niederschlesien Governo Geral Reichsgau Danzigue-Prússia Ocidental Reichsgau Wartheland | Resistência polonesa          |
| San Marino | Nenhum | 17 de setembro de 1944 – 20 de setembro de 1944                                     | Nenhum |                               |
| Território do Comandante Militar na Sérvia                                                                    | Governo Comissário Governo da Salvação Nacional | 30 de abril de 1941 – janeiro de 1945                                               | Nenhum | Resistência sérvia            |
| Eslováquia | Zona Alemã de Proteção na Eslováquia | 23 de março de 1939 – maio de 1945                                                  | Nenhum | Resistência eslovaca          |
| Território da Bacia do Sarre                                                                                  | Nenhum. Em um referendo em 1935, mais de 90% dos residentes apoiaram a reunificação com a Alemanha Nazista, ao permanecerem um protetorado da Liga das Nações, França e do Reino Unido ou ingressarem na França. | 1 de março de 1935 – abril de 1945                                                  | Gau Palatinado-Sarre Gau Sarre-Palatinado Gau Westmark                                                                            | Resistência Basiniana e Sarre |
| Governo Nacional da Ucrânia                                                                                   | Comissariado do Reich na Ucrânia | 30 de junho de 1941 – setembro de 1941                                              | Governo Geral | Resistência ucraniana         |
| União Soviética                                                                                               | República de Lepel Administração Militar na União Soviética - República do Lokot Comissariado do Reich no Leste Comissariado do Reich na Ucrânia | 22 de junho de 1941 – 10 de maio de 1945                                            | Bezirk Bialystok Governo Geral | Resistência soviética         |

### Governos no exílio

#### Governos Aliados no exílio
| Governo no exílio                    | Capital no exílio | Tempo do exílio                                    | Ocupantes |
| ------------------------------------ | --- | -------------------------------------------------- | --- |
| União Democrática Austríaca          | Londres | 1941–1945                                          | Alemanha Nazista |
| França Livre                         | Londres (1940–1941) Argel, Argélia francesa (1942 – 31 de agosto de 1944)                                                             | 1940 – 31 de agosto de 1944                        | França de Vichy · Alemanha Nazista · Administração Militar na Bélgica e no norte da França · Comissariado do Reich da Bélgica e do norte da França |
| Polônia                              | Paris (29/30 de setembro de 1939 – 1940) Angers, República Francesa (1940 – 12 de junho de 1940) Londres (12 de junho de 1940 – 1990) | 29/30 de setembro de 1939 – 22 de dezembro de 1990 | Alemanha Nazista · Comissariado do Reich no Leste · Comissariado do Reich na Ucrânia · Eslováquia · União Soviética · República Popular da Polônia |
| Bélgica                              | Londres (22 de outubro de 1940 – 8 de setembro de 1944)                                                                               | 22 de outubro de 1940 – 8 de setembro de 1944      | Alemanha Nazista · Administração Militar na Bélgica e no norte da França · Comissariado do Reich da Bélgica e do norte da França |
| Dinamarca                            | Nenhum | 1943–1945                                          | Alemanha Nazista |
| Luxemburgo                           | Londres | 1940–1944                                          | Alemanha Nazista |
| Reino da Grécia                      | Cairo, Egito | 29 de abril de 1941 – 12 de outubro de 1944        | Alemanha Nazista · Itália · Reino da Bulgária |
| Noruega                              | Londres | 7 de junho de 1940 – 31 de maio de 1945            | Comissariado do Reich dos Territórios Noruegueses Ocupados |
| Reino da Iugoslávia                  | Londres | 7 de junho de 1941 – 7 de março de 1945            | Reino da Albânia · Governo Comissário · Território de Montenegro sob Ocupação Alemã · Alemanha Nazista · Governo da Salvação Nacional · Estado Independente da Croácia · Estado Independente da Macedônia · Reino da Bulgária · Hungria · Território do Comandante Militar na Sérvia · |
| Países Baixos                        | Londres | 1940–1945                                          | Comissariado do Reich dos Territórios Neerlandeses Ocupados |
| Governo Provisório da Checoslováquia | Paris (2 de outubro de 1939 – 1940) Londres (1940–1941) Aston Abbotts, Reino Unido (1941–1945)                                        | 2 de outubro de 1939 – 2 de abril de 1945          | Alemanha Nazista · Hungria · Eslováquia |

#### Governos do Eixo no exílio
| Governo no exílio               | Capital no exílio                                 | Tempo do exílio                             | Ocupantes                                                         |
| ------------------------------- | ------------------------------------------------- | ------------------------------------------- | ----------------------------------------------------------------- |
| Reino da Bulgária               | Viena, Alemanha Nazista                           | 16 de setembro de 1944 – 10 de maio de 1945 | Reino da Bulgária · Reino da Grécia · Reino da Iugoslávia         |
| França de Vichy                 | Sigmaringa, Alemanha Nazista                      | 1944 – 22 de abril de 1945                  | Governo Provisório da República Francesa                          |
| Reino da Hungria                | Viena, Alemanha Nazista Munique, Alemanha Nazista | 28/29 de março de 1945 – 7 de maio de 1945  | Checoslováquia · Hungria · Reino da Romênia · Reino da Iugoslávia |
| Reino da Romênia                | Viena, Alemanha Nazista                           | 1944–1945                                   | Reino da Romênia                                                  |
| Conselho de Estado Montenegrino | Zagreb, Estado Independente da Croácia            | verão de 1944 – 8 de maio de 1945           | Reino da Iugoslávia                                               |
| Eslováquia                      | Kremsmünster, Alemanha Nazista                    | 4 de abril de 1945 – 8 de maio de 1945      | Checoslováquia                                                    |
|                                 |                                                   |                                             |                                                                   |

#### Governos neutros no exílio
| Governo no exílio                 | Capital no exílio | Tempo do exílio                            | Ocupantes |
| --------------------------------- | --- | ------------------------------------------ | --- |
| República Democrática Bielorrussa | Praga, República da Checoslováquia (1923–1938) Praga, República Checo-Eslovaca (1938–1939) Praga, Alemanha Nazista (1939–1945) | 1919 – presente                            | Alemanha Nazista · Comissariado do Reich no Leste · Comissariado do Reich na Ucrânia · Segunda República Polonesa · União Soviética |
| República da Estônia              | Estocolmo, Reino da Suécia (1944 – 20 de agosto de 1991) Nova Iorque, Estados Unidos                                           | 17 de junho de 1940 – 20 de agosto de 1991 | Comissariado do Reich no Leste · União Soviética                                                                                    |
| República Popular da Ucrânia      | Varsóvia, Segunda República Polonesa (1920–1939) Praga, Alemanha Nazista (1939–1944)                                           | 1920 – 22 de agosto de 1992                | Alemanha Nazista · Hungria · Reino da Romênia · Comissariado do Reich na Ucrânia · União Soviética                                  |